# Hermann Schacht
Hermann Schacht (* 15. Juli 1814 in Ochsenwerder bei Hamburg; † 20. August 1864 in Bonn) war ein deutscher Botaniker.

## Leben
Schacht war ein Sohn des Pfarrers Heinrich Christian Schacht († 1846) und dessen Frau Anne-Amélie (geborene Oberdörffer) und erhielt von diesem den ersten Unterricht. Er wurde 1829 nach Altona zu einem Pharmazeuten in die Ausbildung gegeben. Anschließend arbeitete er in unterschiedlichen Städten als Apotheker unter anderem in Aache, Braunschweig und Hamburg. Er studierte in den Jahren 1841 bis 1842 Naturwissenschaft an der Universität in Jena. Nach seiner Rückkehr nach Altona lernte er den Hepatologen Karl Moritz Gottsche kennen und begann sich von diesem inspiriert mit den Lebermoosen zu beschäftigen und fertigte für die Erstellung der Synopsis Hepaticarum eine größere Anzahl von Zeichnungen, die, obwohl sein Name dort nicht genannt wird, nach seinen Zeichnungen graviert wurden, insbesondere die Arten der Gattung Mastigobryum.  Er veröffentlichte 1845 in den Annalen des Hamburger Naturhistorischen Vereins sein erstes Werk zu seinen Beobachtungen über die Befruchtung von Cucumis sativus und im Jahr 1846 gemeinsam mit dem Chemiker Jansen ein Werk über Kartoffelkrankheiten. Im Frühjahr 1847 gab er seinen Beruf als Apotheker auf und beschäftigte er sich mit phytotomischen und physiologischen Studien und wurde Assistent Matthias Jacob Schleidens in Jena.
Nachdem Schacht zum Doktor der Philosophie promoviert wurde, verließ er gegen Ende des Jahres 1850 verließ Jena, um sich in Berlin niederzulassen. Im Jahr 1851 veröffentlichte er die erste Auflage seines Buches Das Mikroskop und seine Anwendung, eine Anleitung zum Umgang mit dem Mikroskop mit Studien zur Pflanzenanatomie und -physiologie. Schacht war bei seinen Studien auf hochwertige Mikroskope angewiesen. 1847 war er der Käufer des ersten von Carl Zeiß hergestellten einfachen Mikroskops. Als Zeiß 1857 erstmals ein zusammengesetztes Mikroskop fertigte, war Schacht erneut der erste Nutzer.
Im Jahr 1854 wurde er zum Mitglied der Leopoldina gewählt. Schacht gehörte zu den Wissenschaftlern der jüngeren Generation, die von Alexander von Humboldt gefördert wurden. Er wurde Privatdozent an der Universität Berlin und bereiste 1856 und 1857 aus gesundheitlichen Gründen, aber auch, um dort botanische Studien durchzuführen, die Insel Madeira und die Kanaren. 1860 erhielt er die Professur der Botanik an der Universität Bonn und wurde Nachfolger des Botanikers Ludolf Christian Treviranus.

## Ehrungen
- 1852 erhielt Schacht vom König von Preußen die große Goldmedaille für wissenschaftliche Verdienste.
- Nach Schacht ist die Pflanzengattung Schachtia H.Karst. aus der Familie der Rötegewächse (Rubiaceae) benannt.[6]

## Werke (Auswahl)
Schachts vielfältige Forschungen beruhen fast ausschließlich auf mikroskopischen Untersuchungen und beziehen sich hauptsächlich auf die Anatomie und Physiologie der Pflanzen. Er schrieb:
- Entwickelungsgeschichte des Pflanzenembryos. Amsterdam 1850.
- Das Mikroskop und seine Anwendung, insbesondere für Pflanzen-Anatomie und Physiologie. Berlin 1851, 3. Auflage 1862.
- Die Pflanzenzelle. Berlin 1852; in neuer Bearbeitung unter dem Titel Lehrbuch der Anatomie und Physiologie der Gewächse, Berlin 1856–59, 2 Bände.
- Die Prüfung der im Handel vorkommendenGewebe durch das Mikroskop. Berlin 1853.
- Der Baum, Studien über Bau und Leben der höhern Gewächse. Berlin 1853, 2. Auflage 1860.
- Beiträge zur Anatomie und Physiologie der Gewächse. Berlin 1854.
- Madeira und Tenerife mit ihrer Vegetation. Berlin 1859.
- Grundriß der Anatomie und Physiologie der Gewächse. Berlin 1859.
- Die Spermatozoen im Pflanzenreich. Braunschweig 1864.